# Carlyne Cerf de Dudzeele
Carlyne Cerf de Dudzeele es una estilista francesa.

## Vida y obra
De Dudzeele creció en Saint-Tropez, al sur de Francia, así como en París, donde recibió una estricta educación y observó la mezcla de la alta costura con artículos de todos los días que eran típicos en esa área. Dice que su infancia provino de su madre, que era "la mujer más inimaginable" que había conocido. Recibió "una educación básica y estricta [...] pero la intuición [era] el factor más importante". También dice que en Saint-Tropez "la moda no era cuestión de ropa. Era más sobre la actitud, la inteligencia, la manera de ser, la simplicidad de ello. [...] Se trataba de divertirse."
Se mudó a París en los años 60 y comenzó su carrera como becaria en Depeche Mode y Marie Claire. Más tarde, comenzando en 1977, trabajó en Elle Francia durante 10 años antes de mudarse a Nueva York en 1985 y se convirtió en directora de moda de Vogue EE. UU., donde realizó el estilismo de la primera portada de Anna Wintour en 1988, en la cual la modelo israelí Michaela Bercu fue vestida en un top de costura de Christian LaCroix con una cruz joyada y vaqueros de Guess. Trabajó estrechamente con los destacados fotógrafos de moda de la época: Irving Penn, Richard Avedon, Helmut Newton, Paolo Roversi, Patrick Demarchelier, y su colaborador de toda la vida, Steven Meisel.
Aparte de la industria de la prensa, definió en gran parte el look de Versace en los años 90, trabajando estrechamente con Gianni Versace, Azzedine Alaïa, y Karl Lagerfeld a su llegada a Chanel.
De Dudzeele no sigue las modas y dice que ella siempre crea su propia moda. Para ella, la simplicidad es lo que define a la elegancia.
En octubre de 2013, de Dudzeele fue nombrada editora general de Lucky Magazine.
En su serie de vídeos J'Adore, dice que le ha gustado el leopardo toda su vida y que también le gusta la piel sintética porque prefiere los animales a los humanos. El último episodio de la serie se subió el 4 de junio de 2014; se canceló porque estaba demasiado ocupada para continuar grabando los vídeos.